# Melinda Chateauvert
Melinda Chateauvert, född 6 december 1958, är en amerikansk historiker och universitetsprofessor. Hon har fokuserat på studier av kvinnors och de svartas organiserande. 2013 kom hennes Sex Workers Unite!, en översikt över hur sexarbetare försökt höja sina röster. Chateauvert verkar också som aktivist i olika nätverk kopplade till dessa grupper.

## Biografi

### Bakgrund
Chateauvert växte upp i Iowa City, där hon 1979 började studera på University of Iowa. Hon studerade genusvetenskap, då benämnt som women's studies, vid University of Iowa, och hon avlade 1984 kandidatexamen vid University of Massachusetts Amherst. Två år senare avlade hon masterexamen i kvinnostudier vid George Washington University, varefter hon fram till doktorsexamen 1992 studerade historia vid University of Pennsylvania.
1993 inleddes en lång tjänstgöring som historiker i olika funktioner vid University of Maryland i College Park. Mellan 2005 och 2013 var Chateauvert knuten till centret för afroamerikanska studier vid universitetet.
Hon är sedan 2013 fellow vid centret för afrikanska studier vid University of Pennsylvania. 2017 verkade hon också som medansvarig för organisationen Front Porch Research Strategy i New Orleans.

### Forskning och författarskap
Chateauvert har i sin forskning haft fokus på organiserandet hos olika grupper av kvinnor, som vill hävda sina mänskliga och medborgerliga rättigheter. Hennes egna böcker beskriver två av dessa grupperingar. 1998 kom Marching Together med svarta kvinnors kamp för likaberättigande som tema. Hon presenterar i boken bland annat historien om Brotherhood of Sleeping Car Porters (BSCP), den första nationella fackföreningen för afroamerikaner i USA och där kvinnoavdelningen spelade en central roll för föreningens ökade synlighet och betydelse. Chateauvert lyfter också fram hur de kvinnliga fackföreningsmedlemmarna ofta fick stå tillbaka för männen, i påtvingad solidaritet med de svartas kamp för likaberättigande.
2013 publicerades Sex Workers Unite!, en bok runt sexarbetares försök att hävda sina rättigheter sedan mitten och slutet av 1900-talet. Den gruppen har extra svårigheter att göra sin röst hörd, eftersom prostitution är olaglig i nästan alla delstater och de som verkar inom sexbranschen oftast beskrivs som antingen omoraliska eller offer eller både och. Chateauvert påminner också om att 1960-talets aktivism mot polisbrutalitet och för de queeras rättigheter – förstadiet till den senare HBTQ-rörelsen – ofta drevs av "sexarbetare, transpersoner, gatuprostituerade, sexköpare, brukare och försäljare av narkotika". Detta inkluderar kravallerna 1969 vid Stonewall Inn i New York och den senare fortsättningen tre år senare i San Francisco; redan 1959 skedde något liknande i Los Angeles. Bland de dåtida aktivisterna fanns Sylvia Rivera, med tydliga kopplingar till de flesta av dessa grupperingar. Chateauvert pekar i boken också på att sexarbetarna ofta var inblandade i de komplicerade diskussioner kring sex, lust, intimitet, kärlek och (o)moral som först senare togs upp inom feminismen. I boken belyser hon också de olika riskerna inom branschen och en ovilja hos det amerikanska rättsväsendet att utreda brott mot sexarbetare.
2022 bidrog Chateauvert till den historiska essäantologin Women's Activist Organizing in US History. Där låg fokus på kvinnligt organiserande genom USA:s historia.
Hon har även berättat om sin egen babyboomgeneration, som blev vuxen i eller efter 1960-talets amerikanska medborgarrättsrörelser.

### Egna böcker
- Marching Together: Women of the Brotherhood of Sleeping Car Porters. Women in American history. University of Illinois Press. 1998. ISBN 978-0-252-02340-8
- Sex Workers Unite!: a history of the movement from Stonewall to Slutwalk. Boston: Beacon Press. 2013. ISBN 9780807061398

### Artiklar (urval)
- Chateauvert, Melinda. "A Sister in the Brotherhood: Rosina Corrothers Tucker and the Sleeping Car Porters, 1930 – 1950", i Sister Circle: Black Women and Work, red: Sharon Harley and the Black Women and Work Collective, 184–198. New Brunswick: Rutgers University Press, 2002.